# Demonicídio
Demonicídio è il primo album in studio del gruppo musicale Antidemon, pubblicato il 1999. 

## Tracce
1. Intro (instrumental)
2. Demonocídio
3. Suicídio
4. Usúario
5. Carniça
6. Açoite
7. Libertação
8. Causas alcoólicas
9. Profundo abismo
10. Massacre
11. Holocausto
12. Ida sem volta
13. Apodrecida
14. Escravo do diabo
15. Guerra ao inferno
16. Protesto A.M.N.
17. Mundo cão
18. Terminada maldição
19. Cadáver
20. Salário do pecado
21. Cadeias infernais
22. Droga
23. Inferno
24. Demônios inativos
25. Viagem
26. Libertação II
27. Confinamento eterno

## Formazione
- Carlos Batista - basso, voce
- Elke - batteria
- Kleber - chitarra, voce